# Satu Nou (Muntenii de Sus), Vaslui
Satu Nou este un sat în comuna Muntenii de Sus din județul Vaslui, Moldova, România. Se află în partea de nord a județului, în lunca Vasluiului.

## Așezare geografică
Satu Nou este așezat în partea de N-E a municipiului Vaslui, la o distanță de 6 km de acesta, de-a lungul șoselei naționale DN24.

## Vecini
Satu Nou, localitatea componentă a comunei Muntenii de Sus se învecinează cu:
- Comuna Tanacu la est
- Comuna Zăpodeni la vest
- Comuna Văleni la Nord
- Suburbia Moara Grecilor la sud

1. ↑  Google Earth
2. ↑  x indică operatorul telefonic: 2 pentru Romtelecom și 3 pentru alți operatori de telefonie fixă